# 暖暖，請多指教
《暖暖，請多指教》，2020年中國偶像劇。由企鵝影視，華策克頓藍鯨靈工作室和響想時代傳媒聯合出品，梁靖康、李凱馨主演。講述女團出道夢想破滅的劉暖暖，變成無夢可追，無家可歸，無錢可賺的三無女孩，遇上了有着超憶症、潔癖症和強迫症的韓徹，因一次“入室搶劫”的誤會而開始的一段甜甜的戀愛。該劇於2020年5月13日開播。

## 播出时间
| 频道     | 所在地 | 播出日期      | 播出时间 | 备注 |
| -------- | ------ | ------------- | -------- | ---- |
| 騰訊視頻 | 中国   | 2020年5月13日 |          |      |

## 演员列表

### 主要演员
| 演员                | 角色   | 介紹 |
| 梁靖康 幼年：臧文博 | 韓徹   | 「金」視覺團隊總監後兼《美好的你》APP個人工作室合夥人 韓雪的弟弟，超憶症患者。視覺總監也是國際著名視覺藝術大師「金」，擁有自己的視覺團隊。誤將林佳宜當成自己的恩人，為了報恩而幫助她奪得選秀冠軍，事後才發現自己的恩人其實是劉暖暖，之後為了補償她，而選擇默默幫助，在朝夕相處下漸漸喜歡上她。 |
| 李凱馨 （新加坡）   | 劉暖暖 | 女團練習生→時裝（西城）店導購→辭職→總公司市場部實習生→設計部助理→辭職→獨立造型師→《美好的你》APP個人工作室老闆 曾與林佳宜、韓雪同為練習生時期的「夢想少女」組合之隊友兼閨蜜。因公司的操作而沒能成功出道，就此離開演藝圈，因緣際會之下成為服裝銷售，後受傅總賞識被調往總公司的市場部，後發現自己對服裝設計產生興趣，而主動申請調往設計部，並希望成為一名服裝設計師。因韓徹在自己屢屢遭遇困難時，總是在一旁默默陪伴她鼓勵她，而喜歡上了韓徹。 |

### 其他演员
| 演员                | 角色         | 介紹 |
| 熊玉婷              | 韓雪         | 女團練習生→演員（野生版）→息影→《美好的你》APP個人工作室合夥人 暱稱韓總，韓徹的姊姊，與劉暖暖、林佳宜同為練習生時期的「夢想少女」組合之隊友兼閨蜜。在選秀失敗後，選擇轉型為演員，但在父親的好友黃導演的點明下，發現自己並不適合演藝圈。 |
| 李希萌              | 林佳宜       | 女團練習生→出道→一線女歌手 暱稱林林，與劉暖暖、韓雪同為練習生時期的「夢想少女」組合之隊友兼閨蜜。在公司的決定與韓徹的幫助下，順利奪的選秀冠軍，並順利出道，但也因此差點失去多年的友情。                                                 |
| 裴子添              | 方瀚辰       | 歌手兼詞曲創作、主持→一線男歌手 劉暖暖練習生時期的學長，喜歡劉暖暖。 |
| 李明峻 幼年：章凌雲 | 谷立         | 「金」視覺團隊員工後兼《美好的你》APP個人工作室合夥人 韓徹的好友兼下屬，喜歡韓雪。 |
| 金倩                | 康詩璇       | 出道七個藝人之一。 |
| 閆金鳳              | 趙琳琳       | 出道七個藝人之一。 |
| 楊尹                | 童夢         | 出道七個藝人之一。 |
| 張耀汐              | 黃穎音       | 出道七個藝人之一。 |
|                     | 白璐         | 出道七個藝人之一。 |
|                     | 陳晨         | 出道七個藝人之一。 |
| 王策                | 傅中暉       | 皓蔻服裝市場部的傅總 |
| 馮波                | 李烈         | 皓寇服裝設計部的設計總監→辭職→《美好的你》APP個人工作室合夥人 尊稱：烈總。 |
| 曹艷艷              | 暖暖媽       | |
| 趙勝勝              | 暖暖爸       | |
| 梁國榮              | 顧彥開       | |
| 徐藝方              | 李畢琪       | 皓寇服裝設計師 |
| 秦漢擂              | 劉剛         | 方瀚辰、林林的經紀人 |
| 徐嘉葦              | 高明         | 皓寇市場部的實習生，擅巴結但無實績之人，是第一位被剔除離職的實習生。 |
| 惠園                | 喬樂心       | 皓寇市場部的實習生，後來轉正。 |
| 張秀婷              | 海倫         | 皓寇市場部 |
| 尹晨迪              | 凱文         | 皓寇市場部 |
| 沈夢琪              | 艾米         | 皓寇市場部 |
| 盧鼎                | 琳達         | 皓寇市場部 |
| 伍姣                | Naomi        | |
| 蘇一                | 極光         | 清華美院雕塑系的，要幫忙敦煌。 |
| 李潤野              | 歐陽巡       | 負責三維建模兼顧動態效果，要幫忙敦煌。 |
| 臧純萱              | 果果         | 方瀚辰的助理，後藉著方瀚辰的崛起，亦升任為一線經紀人。 |
| 梁曉玲              | 店長         | 皓蔻服裝西城店店長 |
| 鄭嫄                | 小麗         | 皓蔻服裝西城店員工 ，後來因暖暖升任至總公司市場部，後因愧疚而辭職。 |
| 田男男              | 小秦         | 皓蔻服裝西城店員工 |
| 韓欣桐              | 宗盈         | 戀愛吧節目組的造型師 |
| 查振                | 華仔         | |
| 許可                | 秀導         | |
| 李嚴                | 徐醫生       | |
| 程世宇              | 徐總         | 皓寇的客戶 |
| 藍城                | 林教授       | |
| 郭海濤              | 戀愛吧導演   | |
| 李又部              | 戀愛吧副導演 | |
| 林伽怡              | 高英娜       | 一線女歌手，尊稱：娜姐。 |

## 电视原声带
| 曲序 | 曲目                        |              | 作曲           | 编曲           | 演唱                   |
| ---- | --------------------------- | ------------ | -------------- | -------------- | ---------------------- |
| 1.   | 《一首暖暖的》（片頭曲）    | 薩吉         | 黃湧周         | 金大洲         | 劉人語                 |
| 2.   | 《要替我幸福》（片尾曲）    | 星爵、金大洲 | 宋大起         | 黃宇弘、金大洲 | 劉宇寧                 |
| 3.   | 《夢想由你》（插曲）        | 林喬         | 金大洲         | 周菲比         | 張戀歌、李佳潔、趙貝爾 |
| 4.   | 《最好的幸運》（插曲）      | 林喬、劉恩汛 | 岑思源         | 周菲比         | 李凱馨                 |
| 5.   | 《藏不住的心跳》（KTV插曲） | 樊帆         | 黃湧周         |                |                        |
| 6.   | 《站你這邊》（KTV插曲）     | 樊帆         | 李昭沇、鐘秉勛 |                |                        |
| 7.   | 《解愛》（KTV插曲）         | 孫藝、金大洲 | 金大洲         |                |                        |
| 8.   | 《涼涼》（KTV插曲）         | 劉暢         | 譚璇           |                |                        |